# At Folsom Prison
At Folsom Prison es el primer álbum en vivo del cantante country Johnny Cash grabado en la prisión estatal de Folsom, California y lanzado por Columbia Records en 1968. Desde que publicó su canción Folsom Prison Blues en 1955, Cash se interesó en poder dar un concierto en dicha prisión. Esta idea no fue comunicada a los directivos de Columbia Records hasta el año 1967. En la grabación del álbum participaron artistas como June Carter, Carl Perkins y la banda de Cash "the Tennessee Three". Cash, realizó dos conciertos en dicha prisión; ambos el 13 de enero de 1968. Del disco resultante, se incluyeron 15 canciones del primer concierto y dos del segundo. En el álbum se incluyen canciones como "Greystone Chapel" que fue escrita por un prisionero de la cárcel llamado Glen Sherley. La noche antes del concierto el sacerdote de la prisión se presentó ante Johnny y le mostró la canción interpretada por el prisionero y rápidamente hizo que la incluyeran en el álbum y la presentación.
Aunque Cash respetaba las plegarias de los prisioneros ellos lo respetaban a él y sus melodías por lo tanto se quedaron en silencio y tuvieron que agregarle gritos y abucheos después de la grabación. El disco lanzado en 1968 corta partes de las canciones y saca otras por motivo de tiempo y espacio. En la reedición de 1999 se incluyen más canciones aunque sigue sin tratarse del concierto entero, a pesar de todo se añadieron canciones como "I'm Not in Your Town to Stay", "I've Got a Woman", "Long Legged Guitar Picking Man" y una melodía bastante diferente a la canción original de "Greystone Chapel".
En 2003 este álbum de Cash fue uno de los 50 álbumes escogidos por la Biblioteca del Congreso de Estados Unidos y lo agregaron al registro nacional.
En 2006 fue elegido #3 de los 40 mejores álbumes de country de la historia del canal Country Music Television (CMT).
En 2012, la revista Rolling Stone lo posicionó en el puesto 88° de su lista 500 Greatests Albums of All Time.

## Canciones
- Cara 1

1. Folsom Prison Blues  - 2:43
2. Dark as a Dungeon - 3:06
3. I Still Miss Someone - 1:40
4. Cocaine Blues - 3:02
5. 25 Minutes to Go - 3:32
6. Orange Blossom Special - 3:02
7. The Long Black Veil - 4:00

- Cara 2

1. Send A Picture of Mother - 2:12
2. The Wall - 1:54
3. Dirty Old Egg-Sucking Dog - 1:20
4. Flushed From The Bathroom of Your Heart - 2:40
5. Jackson (Con June Carter) - 2:57
6. Give My Love to Rose (Con June Carter) - 2:42
7. I Got Stripes - 1:43
8. Green, Green Grass of Home - 3:00
9. Greystone Chapel - 5:35

## Canciones reeditadas
1. Folsom Prison Blues – 1:42
(Cash)
2. Busted – 1:25
(H. Howard)
3. Dark as a Dungeon – 3:04
(M. Travis)
4. I Still Miss Someone – 1:38
(J. Cash y R. Cash, Jr.)
5. Cocaine Blues – 3:01
(T. J. Arnall)
6. 25 Minutes to Go – 3:31
(S. Silverstein)
7. Orange Blossom Special – 3:06
(E. T. Rouse)
8. The Long Black Veil – 3:58
(Wilkin y D. Dill)
9. Send a Picture of Mother – 2:05
(Cash)
10. The Wall – 1:36
(H. Howard)
11. Dirty Old Egg-Suckin' Dog – 1:30
(J. H. Clement)
12. Flushed From the Bathroom of Your Heart – 2:05
(J. H. Clement)
13. Joe Bean – 3:05
(B. Freeman y L. Pober)
14. Jackson (duo con June Carter) – 3:12
(B. Wheeler y J. Lieber)
15. Give My Love to Rose – 2:43
(Cash)
16. I Got Stripes (duo con June Carter) – 1:52
(Cash y C. Williams)
17. The Legend of John Henry's Hammer – 7:08
(Cash y Carter)
18. Green, Green Grass of Home – 2:13
(C. Putman)
19. Greystone Chapel – 6:02
(Glen Sherley)

## Integrantes
- Johnny Cash - vocalista, guitarra y armónica
- June Carter - vocalista
- Carter Family - vocalistas
- Marshall Grant - bajo/guitarra
- W.S. Holland - Percusión
- Carl Perkins - Guitarra eléctrica
- Luther Perkins - Guitarra eléctrica
- The Statler Brothers - vocalistas

## Posición en listas
Álbum - Billboard (América del Norte)
| Año  | Tabla           | Posición |
| ---- | --------------- | -------- |
| 1968 | Álbumes Country | 1        |
| 1968 | Álbumes pop     | 13       |

Canciones - Billboard (América del Norte)
| Año  | Canción               | Tabla             | Posición |
| ---- | --------------------- | ----------------- | -------- |
| 1968 | "Folsom Prison Blues" | Canciones Country | 1        |
| 1968 | "Folsom Prison Blues" | Canciones Pop     | 32       |

## Walk The Line
En el 2005 la película que retrata la vida de Cash Walk The Line interpretada por Joaquín Phoenix como Johnny Cash y Reese Witherspoon como June Carter Cash pone la canción "Cocaine Blues" en la cual Cash se queja de la calidad del agua escupiendo en ella en vez de atacar verbalmente al oficial a cargo, como muestra la película. Una línea que sacaron directamente de lo que dijo Cash en la canción "Dark as the Dungeon" fue que un prisionero le gritó algo a Cash pero este, al estar tocando, no se entendió mucho y él dijo textualmente "This show is being recorded for an album release on Columbia Records and you can't say "hell" or "shit" or anything like that."(en español: "Este concierto está siendo grabado para hacer un álbum, no pueden decir "mierda" o "joder" ni nada por el estilo).